# ابینو، میازاکی
ابینو شهری است در کشور ژاپن. این شهر در استان میازاکی و در جزیره کیوشو قرار گرفته است. 
جمعیت این شهر در سال ۲۰۰۵ میلادی برابر ۲۳۰۰۰ نفر برآورد شده است .